# Orthomyxoviridae
Die Familie Orthomyxoviridae (griechisch μύξα myxa, deutsch ‚Schleim‘) umfasst behüllte Viren mit einzelsträngiger RNA mit negativer Polarität als Genom. Ihr RNA-Genom ist auf mehrere Segmente verteilt, weshalb sie im Gegensatz zu den Paramyxoviridae nicht der Ordnung Mononegavirales zugerechnet werden. Die Segmentierung ihres Genoms ermöglicht den Orthomyxoviridae eine hohe genetische Flexibilität und Anpassungsfähigkeit an neue Wirtsspezies aufgrund der Durchmischung der verschiedenen Segmente verschiedener Subtypen und Mutanten durch das sogenannte Reassortment.
Zu den Orthomyxoviridae gehören Virusgattungen, die hauptsächlich über Tröpfcheninfektion das respiratorische System eines Wirts infizieren und sich darin vermehren. Dies gilt besonders für die Gattungen der Influenzaviren, die bei Säugetieren und Vögeln symptomlose Infektionen oder schwere Erkrankungen hervorrufen können. Lediglich die Spezies der Gattung Thogotovirus verursachen keine respiratorischen Infektionen und werden durch Zecken auf Wirbeltiere übertragen. Einige im Wasser lebende Wirte der Gattungen Alphainfluenzavirus (Bartenwale) und Isavirus (Lachse) werden durch kontaminiertes Wasser, direkten Kontakt oder (beim Virus der infektiösen Lachsanämie) durch Fischläuse infiziert. Als „orthomyxovirus-ähnlich“ wurde ferner das Tilapia-Teich-Virus wissenschaftlich beschrieben und vom ICTV in eine neue Schwesterfamilie Amnoonviridae, Gattung Tilapinevirus gestellt.

## Morphologie

Virion von Alphainfluenzavirus

Die Viruspartikel (Virionen) der Orthomyxoviridae sind kugelförmig bis unregelmäßig und 80–120 nm im Durchmesser groß. Auch fadenförmige (filamentöse) Formen mit Längen bis zu wenigen µm werden beobachtet. In die lipidhaltige Virushülle sind 1–3 Glykoproteine und 1–2 nicht-glykosylierte Proteine eingelagert. Diese bilden 10–14 nm lange und 4–6 nm im Durchmesser große sichtbare „Spikes“ auf der Oberfläche. In der Hülle verankert, jedoch mit dem größeren Anteil nach innen zeigend, sind sogenannte Matrixproteine, die den Raum zwischen Hülle und Kapside (Matrixraum) auskleiden.

In den Virionen finden sich je nach Segmentierung des Genoms auch mehrere helikale Kapside, an deren einem Ende jeweils mehrere Untereinheiten der viralen Polymerase-Proteine (PA, PB1 und PB2) assoziiert sind. Diese viralen Enzyme zeigen je nach Virusgattung unterschiedliche Aktivitäten, z. B. ist das PB1 bei Influenzaviren eine Endonuklease und zusätzlich bei diesen und der Gattung Thogotovirus eine RNA-Polymerase (Transkriptase). Die Kapside werden nach Freisetzung im Zytoplasma durch spezifischen Kerntransport („nuclear import“) in den Zellkern transportiert.
Das (-)ssRNA-Genom ist linear und segmentiert; die Anzahl der Segmente variiert zwischen den Gattungen. So besitzen die Spezies der Gattungen Alphainfluenzavirus, Betainfluenzavirus und Isavirus jeweils 8 Segmente, Gammainfluenzavirus, Deltainfluenzavirus und aus der Gattung Thogotovirus die Spezies Thogotovirus dhoriense  mit dem Dhori-Virus jeweils 7, die Spezies Thogotovirus thogotoense mit dem Thogoto-Virus nur 6 Segmente. Die Größe der Segmente reicht von 874 bis 2396 nt, die Gesamtgröße des Genoms von 10,0 bis 14,6 kb. Durch Verteilungs- und Synthesefehler während der Virusvermehrung besitzen viele Virionen kürzere, defekte RNA-Stücke oder verfügen über keinen kompletten Segmentsatz. Dies wird besonders bei Mutationen der Polymerase-Untereinheit PA beobachtet, die für die korrekte Verpackung und Verteilung der Genomsegmente offenbar eine entscheidende Rolle spielt.

## Systematik

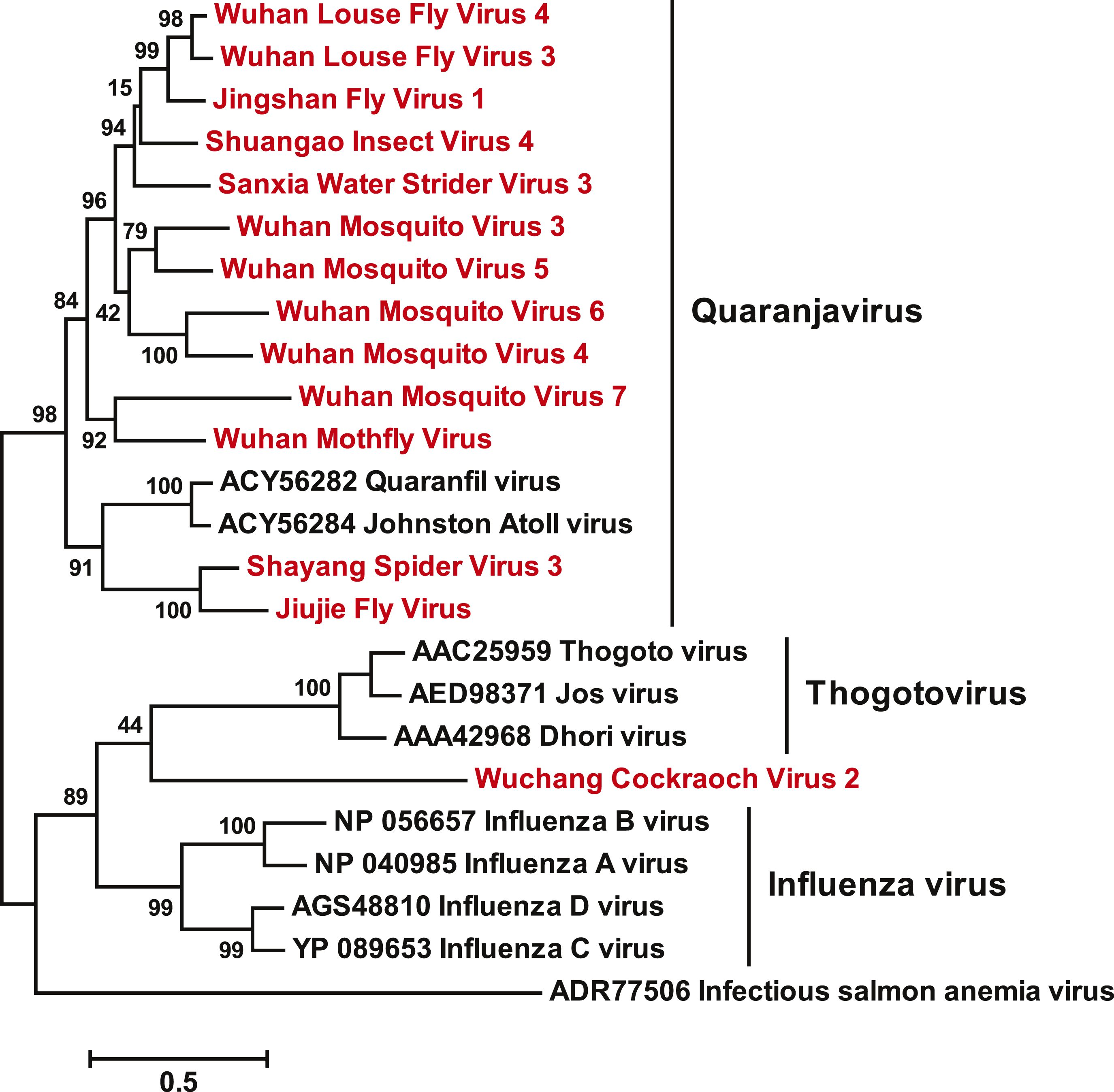
Phylogenetischer Baum der Orthomyxoviridae mit bestätigten und vorgeschlagenen Vertretern (schwarz respektive rot)

Gattungen der Orthomyxoviridae, die bei Mensch oder Tier grippeähnliche Symptome (Influenza) auslösen, werden nicht-taxonomisch als Influenzaviren bezeichnet.
Mit Stand 29. März 2024 ist die Systematik der Orthomyxoviridae gemäß International Committee on Taxonomy of Viruses (ICTV) wie folgt:
- Familie Orthomyxoviridae

- Genus Alphainfluenzavirus

- Spezies Alphainfluenzavirus influenzae

- Genus Betainfluenzavirus

- Spezies Betainfluenzavirus influenzae

- Genus Gammainfluenzavirus

- Spezies Gammainfluenzavirus influenzae

- Genus Deltainfluenzavirus

- Spezies Deltainfluenzavirus influenzae

- Genus Isavirus

- Spezies Isavirus salaris (früher Salmon isavirus) mit Virus der infektiösen Lachsanämie (ISAV)

- Genus Mykissvirus

- Spezies Mykissvirus tructae mit Rainbow trout orthomyxovirus (RbtOV) und Steelhead trout orthomyxovirus (SttOV1)

- Genus Quaranjavirus

- Spezies Quaranjavirus araguariense mit Araguari-Virus (ARAV)
- Spezies Quaranjavirus chadense mit Tschadsee-Virus (Lake Chad virus, LKCV)
- Spezies Quaranjavirus johnstonense mit Johnston-Atoll-Virus (JAV)
- Spezies Quaranjavirus quaranfilense (ehem. Typusspezies) mit Quaranfil-Virus (QRFV)
- Spezies Quaranjavirus tyulekense mit Tyulek-Virus (alias Tjuloc-Virus, TLKV)
- Spezies Quaranjavirus wellfleetense mit Wellfleet-Bay-Virus (WFBV)

- Genus Sardinovirus

- Spezies Sardinovirus pilchardi mit Pilchard-Orthomyxovirus (POMV)

- Genus Thogotovirus

- Spezies Thogotovirus bourbonense mit Bourbon-Virus (abgetrennt von T. thogotoense)
- Spezies Thogotovirus dhoriense mit Dhori-Virus
- Spezies Thogotovirus josense mit Jos-Virus
- Spezies Thogotovirus ozense mit Oz-Virus
- Spezies Thogotovirus sinuense mit Sinu-Virus
- Spezies Thogotovirus thailandense mit Thailand tick thogotovirus
- Spezies Thogotovirus thogotoense (früher Thogoto thogotovirus, ehem. Typusspezies) mit Thogoto-Virus
- Spezies Thogotovirus upoluense mit Upolu-Virus

Die einzelnen Viruslinien und bisher nicht offiziell klassifizierte Kandidaten finden sich in der NCBI-Taxonomie.